# Parc Harjupuisto
Harjupuisto  est un parc du centre d'Heinola en Finlande.

## Présentation
l'esker d'Heinola commence à l'Institut finlandais des sports de Vierumäki, se dirige vers le nord comme une épine dorsale, s'interrompt à Jyrängönvirta et se termine au village de Lusi.
Le parc Harjupuisto est un parc public créé à la fin du XIXème siècle sur l'esker d'Heinola.
La construction du parc et du pavillon de l'esker est liée aux activités touristiques et thermales de la ville à la fin du XIXème siècle.
L'esker, qui délimite au sud-est la zone centrale d'Heinola, porte un parc, qui est coupé par une rue menant de la ville à la gare.
À l'est, la limite de la zone du parc est formée par la gare d'Heinola datant des années 1930 et par des bâtiments résidentiels.
Le parc Harjupuisto rejoint le Jyrängönvirta au sud et les ponts ferroviaires et routiers qui l'enjambent.
Le pont ferroviaire de 340 mètres de long avec ses hauts piliers de granit est un point remarquable du paysage urbain d'Heinola.
L'architecture du pavillon de l'esker est situé au point culminant du parc.
Dans la partie nord de l'esker, il y a un château d'eau en briques des années 1950 qui sert aussi de tour d'observation.
Le quartier de la gare d'Heinola se compose d'une cour de gare des années 1930, du parc de la gare avec des allées de tilleul, d'un quartier résidentiel et d'une station de pompage sur les rives du Kirkkolampi.